# 約克 (紐約州普查規定居民點)
約克（英語：York）是位於美國紐約州利文斯頓縣的普查規定居民點。

## 人口
根據2020年美國人口普查的數據，約克的面積為7.13平方千米，皆為陸地。當地共有人口488人，而人口密度為每平方千米68.44人。